# M4 Sherman
Az M4 Sherman a második világháború idején az Amerikai Egyesült Államokban gyártott és a szövetséges hadseregek által nagy számban használt közepes harckocsi. Nevét William Tecumseh Sherman után kapta, aki az északi szövetségi állam hadseregében szolgált mint tábornok, az amerikai polgárháború idején. A róla elnevezett harckocsi volt a második világháború egyik legelterjedtebb és legsokoldalúbb páncélosa, amely a csendes-óceáni ütközetektől kezdve az arab-izraeli háborúkig számos fontosabb 20. századi háborúban felbukkant.

## Előzmények
A Shermant eredetileg az M3 Lee/Grant közepes harckocsitípusokból fejlesztették ki. Az M3-as észak-afrikai bevetése során fény derült a típus hiányosságaira. A gondolában elhelyezett 75 mm-es löveg horizontálisan csak korlátozott, 30°-os szögtartományon belül volt elmozdítható (ez a löveg elhelyezési forma inkább az első világháborús harckocsikra volt jellemző). Ha a cél ezen a 30°-os tartományon kívül esett akkor a harckocsit kellett a cél irányába fordítani. Más részt a gondolában elhelyezett löveggel nem lehetett " fedett" tüzelőállásból tüzet vezetni (ez lényegében olyan tüzelőállást jelent ahol csak a harckocsi lövegtornya látszott ki). Az M3 ugyan rendelkezett egy lövegtoronyba szerelt 37 mm-es löveggel is, ez azonban igen csak szerény teljesítményt nyújtott az erősebben páncélozott német harckocsik ellen. A korai modellek lomhának bizonyultak, országúton maximum 34 km/h sebességgel tudtak haladni, terepen pedig még ennél is lassabban. További problémát jelentett hogy az M3 felépítménye elég magas volt, ami a gyenge mobilitással párosulva igen csak sebezhetővé tette a típust.
Ezeket a hiányosságokat az amerikai hadsereg már korábban felismerte, ezért a Fegyverzetügyi Bizottság (Ordnance Department) 1940. augusztus 31-én közzé tette az M4 harckocsira vonatkozó pályázatot. Végül 1941. április 18-án a T6-os terveit találták a legalkalmasabbnak, ami lényegében egy javított M3-as harckocsinak felelt meg. A függőleges csavarrugós felfüggesztés és az alváz nem tért el igazán az előd típushoz képest, a harckocsi felépítményét és tornyát viszont áttervezték. Az öntött lövegtoronyba 75 mm-es ágyút építettek, a gondolában elhelyezett második löveget pedig elhagyták. A páncéltest is átesett némi átalakításon, ennek köszönhetően a harcjármű sziluettje kisebb lett. A közös platformnak köszönhetően az M3 és az M4-es harckocsik bizonyos alkatrészei csereszabatosak voltak. A lényegében egyező alváz kialakítás miatt a gyártósorokat könnyebb és gyorsabb volt átállítani a Sherman gyártására.

## Története
A Shermant 1942-től kezdve sorozatban gyártották, mindegyik típust öntött kivitelű toronnyal, ami az alakjából adódóan nagyobb védelmet nyújtott a páncéltörő lövedékek ellen. Az előirányzott ütemtervek szerint 11 gépkocsi és mozdonygyártó üzemben havi 1000 példányt kellett elkészíteni. A II. világháború alatt közel 50 000 Sherman harckocsit sikerült előállítani, átlagosan 33 500 dolláros darabárral. Akkori árfolyamon ez 83 750 birodalmi márkával volt egyenértékű, így a Sherman harckocsit alacsonyabb költséggel lehetett előállítani mint egy Panzerkampfwagen III-ast.
Az USA a Szovjetuniónak a Lend-Lease program keretében 4102 db M4A2-est szállított. Ebből 2007 db volt 75 mm-es és 2095 db a 76 mm-es löveggel felszerelt változat.
Az amerikaiak 1955 után kivonták a használatból, de több hadsereg (például az izraeli) az 1960-as években is hadrendben tartott Shermanokat.

## Szerkezeti felépítése

### Alváz és felépítmény

#### Ágyútornyok
A típus üzemeltetése során többféle toronytípust fejlesztettek ki az alkalmazandó főfegyverek részére. Ezek a toronytípusok később számos változatban kerültek módosításra. A főfegyverek közül négy emelhető ki, melyek gyártási száma dominált a kis sorozatokkal szemben: ilyen volt a 75 mm-es M3/M4-es ágyú, a 76,2 mm-es M1 ágyú, a brit 76,2 mm-es 17 fontos ágyú, valamint a 105 mm-es tarack.
D50878A korai és közbenső gyártású Sherman harckocsiváltozatok tornya, melynek legalább hatféle gyártásváltozata létezett. Ebbe a toronytípusba a 75 mm űrméretű M3 és M4 jelzésű harckocsiágyút építették be.
D78461Az utolsó öntöttacél toronytípusa az M4-nek, 1943 decemberétől készült a gyártás leállításáig.
T23A közbenső gyártású M4A1, valamint az M4A2 és M4A3 változatok öntöttacél tornya, melybe a nagy torkolati energiájú 76,2 mm-es M1 harckocsiágyút építették be.
T23 (Jumbo)Az M4A3E2, Jumbo névre keresztelt változat megnövelt lemezvastagságú tornya.
Firefly toronyA brit 76,2 mm-es Ordnance QF 17-pounder páncéltörő ágyúnak épített torony, mely a D-sorozatú tornyokból lett kialakítva, „turnűr”-szerű (angolul: bustle) lőszertároló dobozt építettek a torony hátsó részéhez.

### Motor
Continental R975 benzinmotor
298 kW (400 Le)

### Futómű
A futómű oldalankénti egy-egy lánctalppal felszerelt, tekercsrugózású kerékzsámolyokból és azok lengéscsillapítóiból állt. Oldalanként három-három kerékzsámoly volt az alváz-oldalfalra csavarkötéssel felszerelve. A kerékzsámolyokban két-két, 508×229 mm-es, gumi futófelületű kerék volt szerelve (összesen hétféle görgőbelső változat lett gyártva), a zsámoly felső részén támasztólap és támasztógörgő volt szerelve (a támasztógörgők elhelyezése kétféle változatban készült; illetve a korai M4 sorozatokon az M3 Lee támasztólap nélküli központi támasztőgörgős zsámolyát alkalmazták). A típus fejlesztési ideje alatt kétféle lengéscsillapítású kerékzsámoly került alkalmazásra: az első változat a függőleges elrendezésű tekercsrugós lengéscsillapító (vertical volute spring suspension, VVSS) volt, a másik, későbbi változat pedig a vízszintes elrendezésű tekercsrugós lengéscsillapító (horizontal volute spring suspension, HVSS) volt. Utóbbi az E8 jelölést kapta, a nagyobb tömegű változatok miatt vált szükségessé. Ez az elrendezés nagyobb ellenállású, jobb menettulajdonságú futóművet eredményezett. Torziós rugós felfüggesztéssel is teszteltek Shermant, ami a VVSS-nél jobb, a HVSS-nél azonban rosszabb menettulajdonságot eredményezett.
Mindkét fajta felfüggesztés nagy előnye a Christie-féle futómű és torziós rugós felfüggesztéshez képest a modularitás valamint a karbantartás és cserélhetőség egyszerűsége és költsége volt, valamint hogy nem vettek el helyet a küzdőtértől (mivel kívülre voltak felcsavarozva), azonban mindkettőnél valamivel rosszabb menettulajdonságot eredményezett, főleg terepen, főleg a kései német tankokhoz (Párduc és Tigris, Királytigris) képest, amelyek az ardenneki körülmények között olykor olyan irányból tudtak támadni, ami a Sherman-ek számára problémás lett volna, ami mindezek mellett a lánctalpból adódó talajnyomáshoz is köthető volt.
A háború utolsó évében, 1944 őszén jelentek meg, az európai kontinentális frontszakaszokra az úgynevezett Duckbill („kacsacsőr”) becenevű lánctalpvég-toldalékok (hivatalos nevén az extended end connector, EEC). Ezek lánctalpbelső oldalon való alkalmazására is sor került, mellyel a jármű fajlagos talajnyomását igyekeztek még tovább csökkenteni. Ezt a hagyományos VVSS futómű kerékzsámolyai és az oldalpáncél lemez közé felszerelt távtartó toldalékokkal érték el (maga a lánctalp távolabb került az oldalpáncéltól) és a kívül–belül felszerelt „kacsacsőrökkel” kiszélesített futómű az E9 jelölést kapta (pl. M4A1E9, M4A3E9). Az ilyen futóművek fölé a járműfelépítményre az E8 változatokon alkalmazott széles taposólemezeket szerelték fel. Az EEC-k szabványosítására – Steve Zaloga szerint – azért nem került sor, mert francia és belga helyi gyártók, nagy mennyiségben gyártották, legalább ötféle változatban. Az oldalkörmöket a T48, T49, T51, T54E1, T56, T56E1, T62, és T74 típusú lánctalpakra lehetett felszerelni, azonban a T41-re, a T47E1-re és a T54E2-re („cuff design”) nem.

#### Lánctalp változatok
A VVSS futómű lánctalpai, két szélességi méretben gyártották őket. A WE210 és a T41 40,64 cm széles volt, a többi változat már szélesebb 42,07 cm:
WE210A Grant, az M4A1 és a kanadai RAM lánctalpa volt.
T41Gumi lánctalp, amely 40,64 cm (16 hüvelyk) szélességű volt, a betétek megfordíthatóak voltak.
T47
T47E1
T48
T49
T51Gumi lánctalp, a T41-et váltották le vele. A gumibetétek nem megfordíthatóak és vastagabbak lettek a hosszabb élettartam miatt. Szélességét 42,07 cm-re (16-9/16 hüvelykre) növelték. A „kacsacsőr” oldalkörmökkel is fel lehetett szerelni.
T54E1
T54E2 („cuff”)
T56E1
T62
T74Hasonló kialakítású volt a T48-hoz.
A HVSS futómű lánctalpai, melyek mindegyike 58,42 cm (23 hüvelyk) széles volt:
T66Központi vezetőtaréllyal felszerelt fém lánctalp, 1943 szeptemberétől. Az első lánctalptípus a HVSS futóműhöz.
T80Központi vezetőtaréllyal felszerelt fém lánctalp, 1944. júliusában állt hadrendbe.
T80E5Központi vezetőtaréllyal felszerelt fém lánctalp.
T84EKözponti vezetőtaréllyal felszerelt lánctalp.

## Főbb változatok

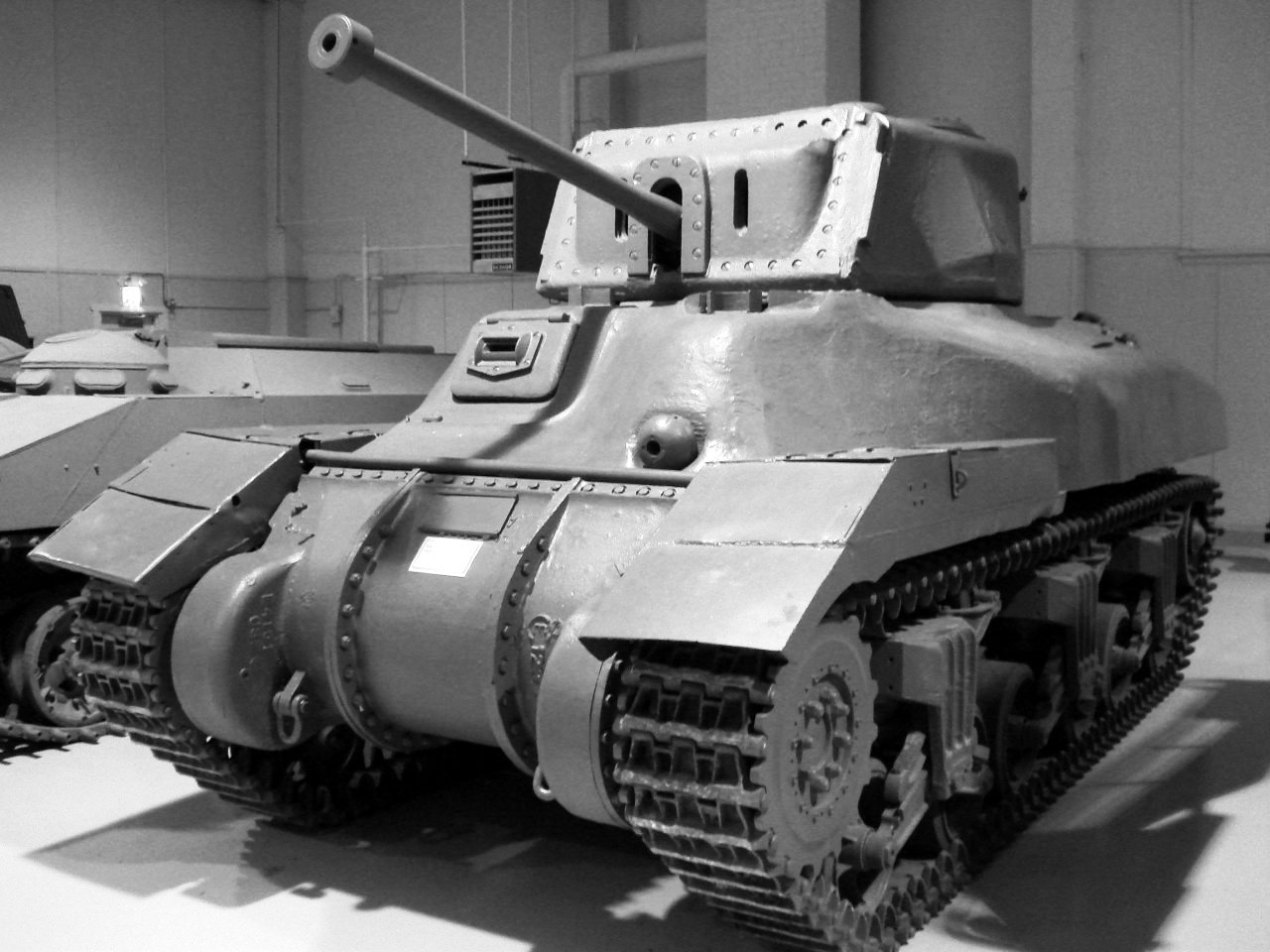
M4A5-ös Ram Mark II harckocsi a kanadai Worthington múzeumban. A Ram harckocsi 57mm-es lövege nagyon hasonló teljesítményt nyújtott mint a Sherman hagyományos 75 mm-es ágyúja

- M4 (alap) – hegesztett test, Wright Continental R–975 Whirlwind típusú egykoszorús repülőgép csillagmotor. 6748 db készült belőle.
- M4A1 – M2-es ágyú, öntött test, két beépített M1919A géppuska a testben.
- M4A2 – két darab General Motors 6–71 típusú motorral volt felszerelve, 8053 darabot gyártottak belőle.
- M4A3 – Ford GAA V-8 hajtóművel és 76,2 mm- es ágyúval vagy 105 mm- es löveggel volt felszerelve.
- M4A3E2 – Az M4A3 továbbfejlesztett változata megerősített páncélzattal.
- M4A4 – Chrysler WC Multibank típusú motorral volt felszerelve.
- M4A5 – A Kanadában gyártott Shermanek jelzése.
- M4A6 – Caterpillar D–200 motorral ellátva, M2-es ágyú, öntött test, két beépített M1919A géppuska a testben. 75 darab készült belőle.
- M4DD – úszóképes Sherman (duplex drive)
- M10 GMC Wolverine – páncélvadász, amely az M4A2-n alapult, a felépítményének átépítésével (a VVSS futómű és a dízelmotor megegyeztett). Az összes M10A1-et átépítették M36-tá, az M10-ek egy részéből pedig M36B2 lett.
- M32 TRV – Műszaki-mentő jármű.
- M36B1 – páncélvadász, amely az M4A3-ra épített új toronyból és a 90 mm-es harckocsiágyúból állt (módosultak a belső téri lőszertárolók).

### M4 és az M4A1

Az M4A4 szerkezeti rajza

A Sherman harckocsi főbb alváltozatai az M4, M4A1, M4A2, M4A3, M4A4, M4A5 és az M4A6 voltak. Az alváltozatok között a legnagyobb különbséget az eltérő típusú motorok használata, illetve az M4 és az M4A1 változat esetében a felépítmény kivitelezése jelentette. Az M4-es páncéltestét hegesztésessel állították össze, míg az M4A1 változat esetében a felépítményt öntéses eljárással hozták létre. Bár az M4A1 változatot is nagy számban gyártották, később mégis a hegesztett kivitelű Sherman-ek terjedtek el. A két változat tömege és teljesítménye is nagyon hasonló volt, az M4A1 belső tere viszont szűkösebbnek bizonyult, ezért a löveghez tartozó lőszerjavadalmazást csökkenteni kellett. Mindkét változathoz a Wright R–975-ös csillagmotort használták, erre a modellre azonban a repülőgépgyáraknak is nagy szüksége volt, ezért a későbbi változatoknál áttértek a különböző típusú gépjárműmotorok használatára.

### M4A2
Az M4A2 változatnál az addig 51 mm-es frontpáncélzatot 64 mm-re cserélték de ez nem jelentett nagyobb védelmet a páncéltörő lövedékek ellen, mivel az új, nagyobb falvastagságú páncéllemezeket már magasabb, 47 fokos állásszögben rögzítették a küzdőtérhez. A korábban alkalmazott Continental R-975 C1-es benzinmotorok helyett áttértek a General Motors 6046 ikersoros-hathengeres elrendezésű, 410 lóerős dízelmotor használatára. Ezzel az újítással a harckocsi menettulajdonságain, fogyasztásán valamint hatótávolságán is sikerült javítani. A terepjáró képessége 20%-kal nőtt, a sebessége 48 km/h-ra, ugyanakkor 30%-kal csökkent a fogyasztása. Összesen 8053 darab M4A2-es készült.

### M4A3

Animáció az M4A1, M4A2 és az M4A3 változatokról. Az összehasonlításból jól kivehetők az adott típusok közötti főbb különbségek

Az M4A3-as meghajtásáról egy 450 lóerős Ford GAA III V-WC motor gondoskodott. A típusnak létezett még egy alváltozata, amely az M4A3E2 Jumbo becenévre keresztelt harckocsi volt. A Jumbo az M4A3 erősebb páncélzattal ellátott változata. A frontpáncélzatot 102 mm-re, a lövegtorony oldalsó részének falvastagságát 152 mm-re, míg a lövegpajzs védelmét 178 mm-re növelték. Az erősebb páncélzat azonban 12 tonnával megnövelte a harckocsi tömegét, így az országúton elérhető sebesség 35 km/h-ra csökkent. Bár a Jumbo páncélzata erősnek bizonyult, mozgékonyság és tűzerő tekintetében messze elmaradt az 1944-ben gyártósorra kerülő, 76 mm-es löveggel ellátott Sherman változatokhoz képest.
Az M4A3E8 Sherman (beceneve Easy Eight volt az amerikai csapatoknál a világháborúban használt katonai fonetikus ábécé után, melyben az "E" betűhöz rendelt szó az Easy volt, és a 8 angol megfelelője – Eight – után) harckocsi volt az M4A3-as második, fontosabb alváltozata, melyet a módosított HVSS felfüggesztéssel látták el, ezzel elsősorban a páncélos menettulajdonságain akartak javítani. Erre azért volt szükség, mert a Sherman VVSS felfüggesztése felázott és havas terepkörülmények között nem nyújtott megfelelő teljesítményt, a keskenyebb lánctalp és a nagyobb fajlagos talajnyomás miatt. A problémára a mérnökök a felfüggesztés módosításával válaszoltak. Az oldalankénti 3 kerékzsámolyos elrendezést meghagyták, a csavarrugókat viszont vízszintes helyzetben építették be. A szélesebb lánctalpaknak köszönhetően a harcjármű terepjáró képessége sokat javult.

### M4A4
Az M4A4 szériát az igen szokatlan Chrysler A57-es motorral szerelték fel. Az A57 alkalmazása inkább a kényszerűség szüleménye volt, mintsem radikális technikai újítás. 1941-ben, Amerika hadba lépését követően óriási szükség volt egy olyan motorra, amely alkalmas lehet az M4A4 harckocsik meghajtásához. Mivel a tervezőmérnököket szorongatta az idő, ezért egy viszonylag gyorsan megvalósítható és érdekes ötlettel álltak elő. Öt Chrysler 6 hengeres benzinmotort építettek össze egy blokkba, amely egy tengelyt hajtott meg. A végeredmény egy 30 hengeres, 21 literes, 370 lóerős motor lett, amely igen méretesre és nehézre sikeredett. További gondot jelentett, hogy az újonnan létrehozott erőforrás nem fért be a Sherman motorterébe, ezért a harckocsi alvázát ki kellett szélesíteni. Ebből a változatból végül 7449 darabot gyártottak. A britek az M4A4-es páncélosok felhasználásával építették meg a 17 fontos löveggel felszerelt Sherman Firefly harckocsikat.

### Sherman Firefly

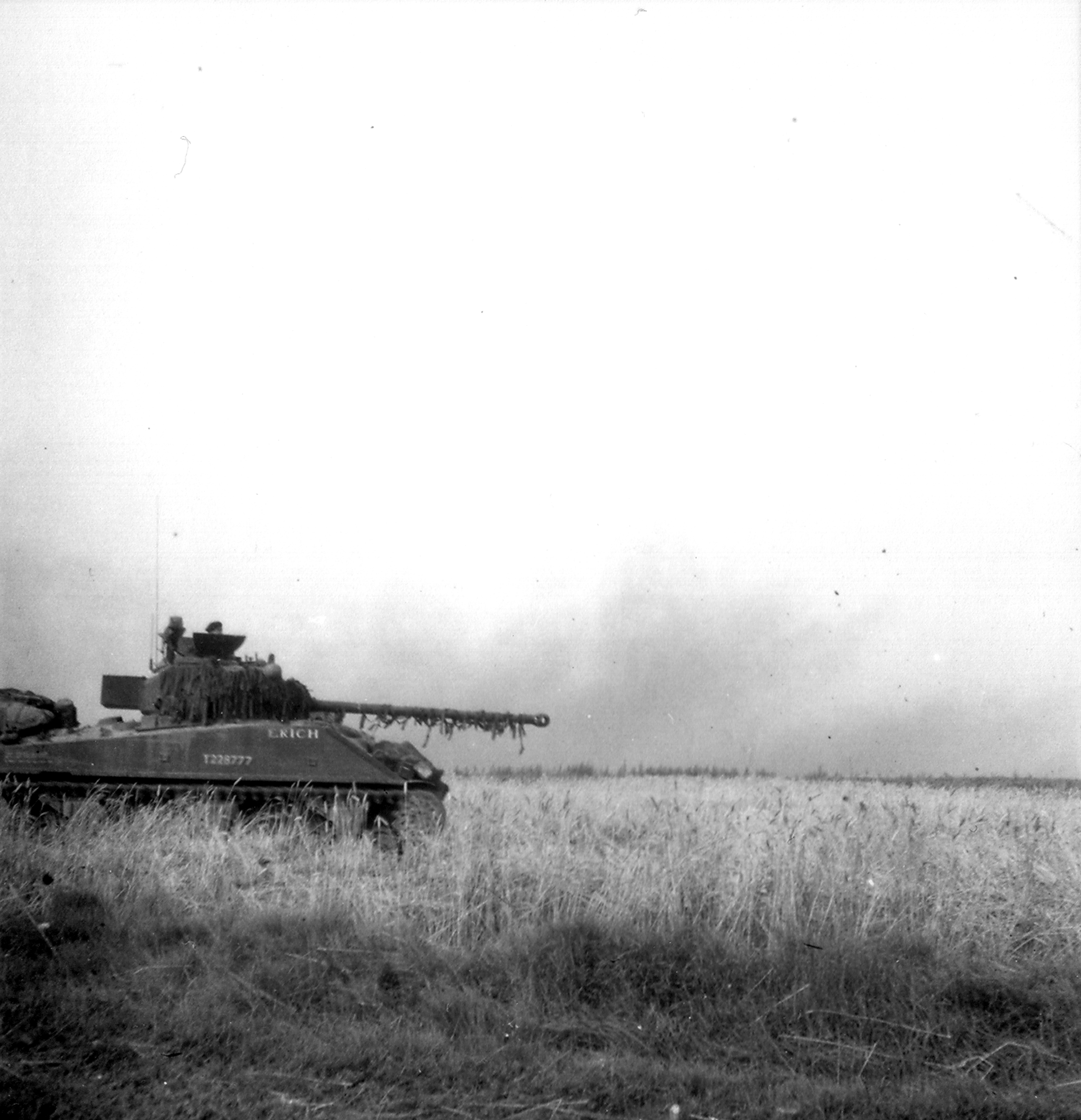
Brit Sherman Firefly harckocsi valahol Normandiában. A szövetséges páncéloserőknek a hídfőből való kitörés után egy újabb ellenséggel is szembe kellett nézniük. Ez nem volt más mint a normandiai „bokázs” (bocage, francia szó, jelentése: sövényes), amely ideális tereppé vált a németek lesállásos rajtaütéseihez

A Firefly volt az egyetlen olyan Sherman változat, amely legalább csekély eséllyel vehette fel a harcot a jól ismert Panzer V Párduc, valamint a Panzer VI Tigris harckocsik ellen. Csak a brit páncélos erők használták ezt a változatot. A harckocsit a 75 mm-es ágyú helyett a híres, 17 fontos, L/55 űrmérethosszú, (76,2 mm-es) löveggel látták el. Ennek a fegyvernek azonban túl nagy volt a hátrasiklása ahhoz, hogy a Sherman lövegtornyába hagyományos módon be lehessen építeni. Ezért áttervezték a löveg hátrasikló mechanizmusát, magát a fegyvert pedig 90 fokkal elforgatva szerelték be a lövegtoronyba, hogy a töltő hozzá tudjon férni a lövegzárhoz. A rádiót a torony hátsó részére szerelt acéldobozba helyezték át, hogy elég hely legyen a fegyver és a muníció számára, a testbe épített géppuskát pedig eltávolították. A változtatások csak két tonnával növelték meg a harckocsi tömegét, így a jármű mozgékonysága alig romlott. A brit páncéltörő lövegnek köszönhetően a Sherman Firefly félelmetes tűzerőt képviselt. Mk. IV-es páncéltörő lőszerrel 200 m-es távolságból képes volt átütni a 78–80 mm-es páncélzatot, 0-20 fokos becsapódási szög esetén.

### M4A5 (Ram harckocsi)
Mivel a brit harckocsigyártás a háború elején még nem volt képes nagyobb mennyiségű páncélossal ellátni a kanadai hadsereget, így az a döntés született, hogy az észak-amerikai kontinensen belül fogják létrehozni a szükséges hátteret ami a harckocsik legyártásához szükséges. A fejlesztés alapjául a híres M3-as amerikai harckocsi törzse és alváza szolgált, amelyet brit tervezőmérnökök bevonásával úgy alakítottak át, hogy az képes legyen befogadni egy 360 fokban elforgatható lövegtornyot. Az első 55 példány még 2 fontos (40 mm-es) löveggel készült, de miután a 6 fontos (57 mm-es) páncéltörő ágyú nagyobb számban állt a kanadai harckocsigyártók rendelkezésére, áttértek az utóbbi használatára. Elméletileg a brit löveghez rendszeresített lőszer könnyebb és kisebb is volt mint a Sherman lövegéhez használt lőszer típusok, ezért elviekben a lőszerjavadalmazást is meg lehetett növelni. A Ram harckocsi küzdőtere azonban a páncéltest áttervezése miatt szűkösebbé vált, ezért az elsődleges fegyverzethez "csak" 92 darabos lőszerjavadalmazást tudtak biztosítani. 1941. november és 1943. július között mintegy 2000 db Ram harckocsi gurult le a Montreal Locomotive Works gyártósorairól.

### M4A6
Az M4A6 volt az utolsó fontosabb Sherman változat. A harckocsihoz a Caterpillar D200-as motort választották, ami a Wright R-1820 – repülőgépekhez használt – csillagmotor 450 lóerős teljesítményre lefojtott dízelüzemű változatának felelt meg. A páncélzat elöl öntvényből, míg a páncéltest többi részén hegesztett kivitelben készült. Összesen 75 példány végszerelése után a típus gyártását felfüggesztették.

### Sherman M4 105 mm
A Sherman egyik főbb változata a gyalogság támogatására készített, 105 mm-es löveggel ellátott modell volt. Az első darabok 1944 februárjában jelentek meg, és a normandiai harcok során hatásosan támogatták a támadó gyalogságot. Gyengén páncélozott célpontok ellen igen hatékony volt, de páncélosok elleni harcra csak korlátozottan volt alkalmas. Összesen 4680 darabot gyártottak belőle.

### Izraeli változatok

#### M50 Super Sherman

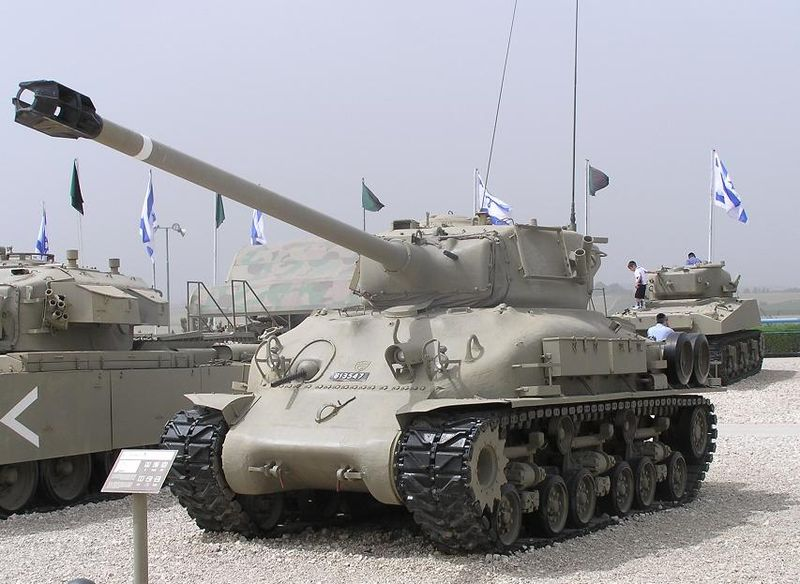
A képen a Jad la-Sirjon múzeum tulajdonában lévő M51 Isherman típusú harckocsi látható. A képzett izraeli páncélos személyzetnek és a hatékonyabb páncéltörő lövegnek köszönhetően a típus a jom kippuri háborúban is helytállt.

Az arab országok egyre több T-34/85-ös harckocsihoz jutottak hozzá az 1950-es évek elején. A nagyobb számban felbukkanó szovjet gyártmányú páncélosok ellen az izraeli haderő által használt Sherman változatok nem nyújtottak megfelelő teljesítményt, amire a francia gyártmányú 75 mm CN 75-50 löveg jelentette a megoldást. A francia mérnökök az áttervezett lövegtorony prototípusával 1955-re készültek el amit azonnal át is adtak Izraelnek, ezeket az M4A3 és M4A4 Sherman törzséhez rögzítették. Az első 50 darab M50-es még a régebbi VVSS rendszerű felfüggesztéssel készült, ezt azonban a későbbi 300 darab M50-nél már a HVSS felfüggesztés váltotta fel. A HVSS rendszerhez tartozó szélesebb lánctalp jobb fajlagos talajnyomást és kedvezőbb menettulajdonságot biztosított, de a lövegtorony és az új fegyverzet miatt keletkezett többlet tömeget ez a változtatás csak részben orvosolta. Ennek köszönhetően a Continental R-975 modellt az erősebb Cummins V-8-as 460 lóerős dízel motorral helyettesítették, így a Super Sherman országúti sebessége 50 km/h-ra nőtt.

#### M51 Super Sherman

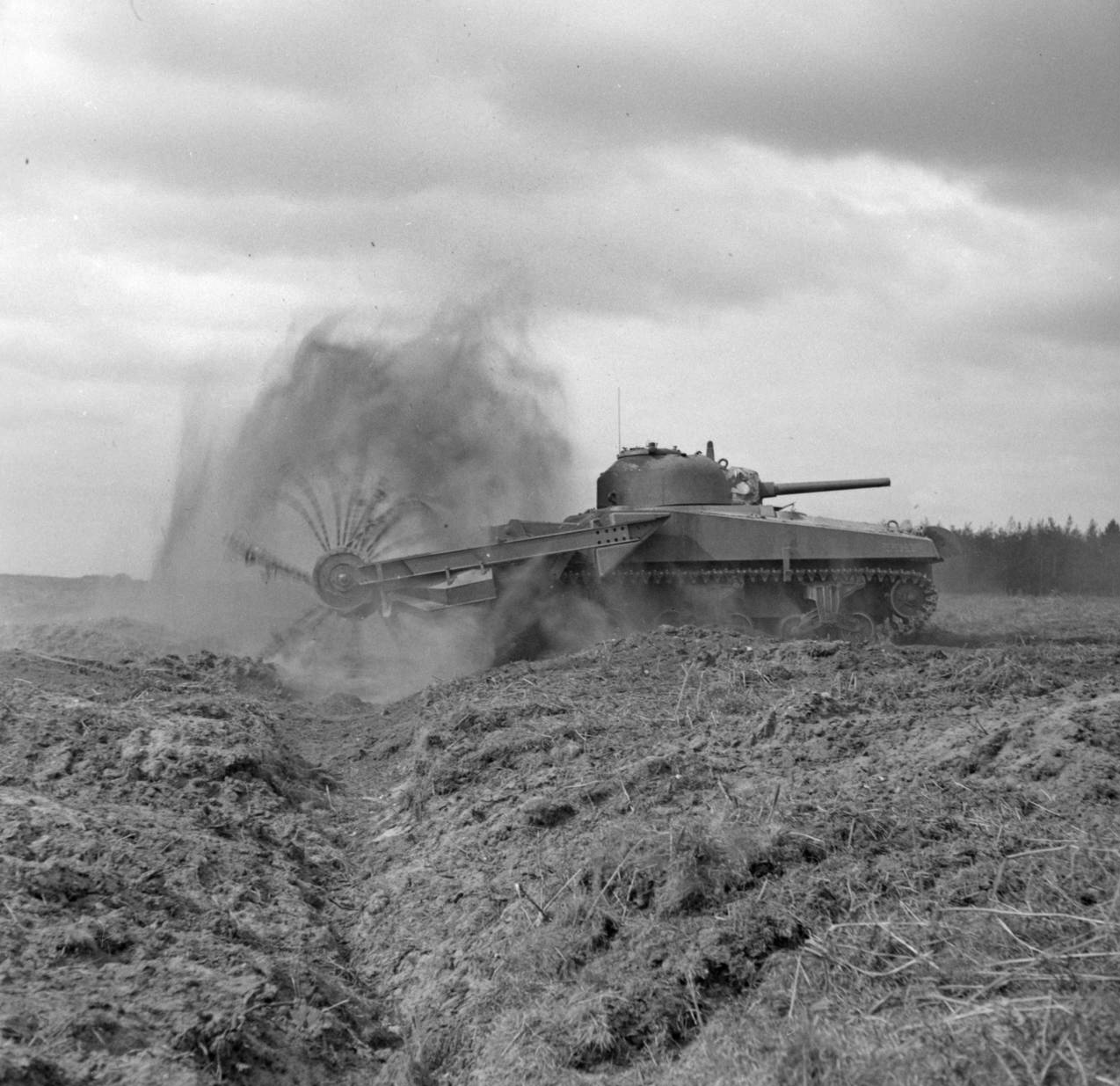
A 79. páncélos hadosztály egy Sherman "cséphadaró" harckocsija tesztelés közben

Az erősebb páncéltörő lövegnek köszönhetően az M50-es Super Sherman könnyedén elbánt a T–34/85-tel, a vastagabb páncélzatú T-54 és T-62-es harckocsik feltűnése viszont arra sarkalta az izraeli hadsereget, hogy a Super Shermanokat erősebb fegyverzettel lássák el. Így született meg a CN 105 F1 105 mm-es francia löveggel felszerelt Isherman harckocsi, amely már képes volt elbánni a modernebb szovjet páncélosokkal. Az új löveg viszont 39 tonnára növelte a harcjármű tömegét, ráadásul az eredeti löveg reakcióerejét az M51 lövegtornya már képtelen volt elviselni. Ezért az L/56-os löveget L/44 űrmérethosszúra csökkentették, és csőszájfékkel látták el hogy kompenzálják a löveg visszarúgóerejét. A típus hiányosságai közé tartozott hogy a páncélzata lényegében megegyezett a II. világháborúban is használt Sherman harckocsik páncélvédelmével. Ez viszont összeegyeztethetetlen volt az IDF (Israel Defense Forces- Izraeli Védelmi Erők) elképzeléseivel, miszerint a személyzet túlélési esélye elsődleges prioritást élvez. Ezért az M50 és M51-es páncélosokat a 70-es és 80-as évek között fokozatosan kivonták a frontszolgálatból.

### Hobart „viccesei”
Percy Hobart vezérőrnagyot 1943-ban azzal bízták meg, hogy tervezzen olyan eszközöket melyekkel partra lehet szállni Európában. A Hobart „viccesei” néven is ismertté vált harcjárművek először a normandiai hadműveletekben játszottak kulcsfontosságú szerepet. Az egyik ilyen „vicces” a Sherman „cséphadaró” volt, amely az aknák hatástalanítása és a könnyű gyalogsági akadályok pusztítása terén vált igazán sikeressé. Abban különbözött a többi változattól, hogy egy speciális forgódobot hidraulikusan mozgatható acélkarokra, a harckocsi törzsének oldalához rögzítettek, a henger alakú dobhoz pedig súlyos fémláncokat erősítettek. A dobot egy speciális áttételen keresztül hozták forgásba, ezáltal a láncok a földbe csapódtak. A kar hosszúságának köszönhetően a felrobbanó aknák által keltett detonációk nem okoztak komolyabb kárt a harckocsiban.
A másik ilyen „vicces” a Sherman DD harckocsi volt (DD = duplex drive vagy double drive, kettős meghajtást jelent, itt „kétéltűséget”). A páncélos hátuljára két hajócsavart rögzítettek amely a vízen történő közlekedést segítette elő, ezen kívül felszereltek egy rugalmas csőhálózatból és vízálló ponyvából álló, felfújható rögtönzött hajótestet is. A DD Shermanokat nagy számban vetették be a normandiai partraszállásnál, ahol vegyes benyomást keltett. Az Omaha partra szánt kétéltű harckocsik nem értek el a partig sem, mivel a partvidéktől 5 km-es távolságra bocsátották vízre őket. A brit partraszállási zónákban ugyanakkor közelebb merészkedtek a parthoz, így a DD harckocsiknak kevesebb ideig kellett hánykódnia a háborgó tengeren, ezért itt a páncélosok többsége elérte a partot, értékes támogatást nyújtva ezáltal a gyalogságnak.
A Shermannek létezett egy tolólappal felszerelt változata is, amely Sherman bulldozer néven vált ismertté. Az említett típus jó szolgálatot tett a könnyebb tereptárgyak eltakarításában.
| Típus             | Fegyverzet | Törzs               | Motor                 | Tömeg     | Gyártott darabszám |
| ----------------- | ---------- | ------------------- | --------------------- | --------- | ------------------ |
| M4(105)           | 105 mm     | hegesztett          | Continental R-975 C4  | 31 500 kg | 800 db             |
| M4                | 75 mm      | hegesztett          | Continental R-975 C1  | 30 300 kg | 6748 db            |
| M4A1              | 75 mm      | öntött              | Continental R-975 C1  | 30 300 kg | 6281 db            |
| M4A1(76)W         | 76 mm      | öntött              | Continental R-975 C1  | 32 000 kg | 3246 db            |
| M4A2              | 75 mm      | hegesztett          | General Motors 6046   | 31 800 kg | 8053 db            |
| M4A2(76)W         | 76 mm      | hegesztett          | General Motors 6046   | 33 300 kg | 2915 db            |
| M4A3              | 75 mm      | hegesztett          | Ford GAA III V-WC     | 30 300 kg | 1690 db            |
| M4A3(76)W         | 76 mm      | hegesztett          | Ford GAA              | 32 320 kg | 1925 db            |
| M4A3E2 Jumbo      | 75 / 76 mm | hegesztett          | Ford GAA              | 42 672 kg | 254 db             |
| M4A3E8 Easy Eight | 76 mm      | hegesztett          | Ford GAA-III          | 33 650 kg | 3142 db            |
| M4A4              | 75 mm      | hegesztett          | Chrysler A57          | 31 600 kg | 7499 db            |
| Sherman Firefly   | 76,2 mm    | hegesztett          | Chrysler A57          | 32 700 kg | 600 db             |
| M4A5              | 57 mm      | öntött              | Continental R-795 EC2 | 29 484 kg | 1899 db            |
| M4A6              | 75 mm      | öntött / hegesztett | Caterpillar D200      | 31 800 kg | 75 db              |

## Tűzerő
| név | típus                                  | tömeg   | kezdősebesség | 100m       | 500m       | 1000m      | 1500m      | 2000m      |
| --- | -------------------------------------- | ------- | ------------- | ---------- | ---------- | ---------- | ---------- | ---------- |
| M72 | páncéltörő lőszer                      | 6,32 kg | 619 m/s       | 88 / 72 mm | 73 / 58 mm | 59 / 45 mm | 47 / 34 mm | 38 / 26 mm |
| M62 | szélsapkás, lágyorrú páncéltörő lőszer | 6,79 kg | 588 m/s       | 71 / 82 mm | 64 / 75 mm | 57 / 68 mm | 51 / 61 mm | 45 / 55 mm |
| M61 | lágyorrú páncéltörő lőszer             | 6,63 kg | 617 m/s       | 77 / 76 mm | 69 / 67 mm | 61 / 58 mm | 53 / 49 mm | 47 / 42 mm |
| M89 | füstgránát                             | 4,46 kg | 259 m/s       | –          | –          | –          | –          | –          |
| M48 | robbanó lövedék                        | 8,84 kg | 463 m/s       | –          | –          | –          | –          | –          |
| M64 | vegyigránát                            | 9,09 kg | 594 m/s       | –          | –          | –          | –          | –          |

| név | típus                                  | tömeg   | kezdősebesség | 100m         | 500m        | 1000m      | 1500m      | 2000m      |
| --- | -------------------------------------- | ------- | ------------- | ------------ | ----------- | ---------- | ---------- | ---------- |
| M79 | páncéltörő lőszer                      | 6,8 kg  | 792 m/s       | 124 / 105 mm | 104 / 88 mm | 83 / 70 mm | 67 / 56 mm | 54 / 45 mm |
| M62 | szélsapkás, lágyorrú páncéltörő lőszer | 7 kg    | 792 m/s       | 101 / 113 mm | 93 / 106 mm | 84 / 98 mm | 76 / 91 mm | 69 / 85 mm |
| M61 | lágyorrú páncéltörő lőszer             | 7 kg    | 793 m/s       | 101 / 100 mm | 85 / 82 mm  | 69 / 65 mm | 55 / 51 mm | 44 / 40 mm |
| M93 | keményfémmagvas páncéltörő lőszer      | 4,26 kg | 1036 m/s      | 192 mm       | 165 mm      | 137 mm     | 113 mm     | 94 mm      |

- Az adatok 30°-os becsapódási szög esetén érvényesek. Harcászati körülmények között a páncéltörő lövedékek többsége ettől eltérő teljesítményt nyújt, hiszen a becsapódási szögek is eltérnek a teszteken idealizált körülményektől.

A Sherman M3-as lövegének hatékonysága erősen korlátozott volt, csak 100 m-es távolságból volt képes átlőni a Tigris gyengébb oldalpáncélját. Nyílterepen szinte lehetetlen volt ilyen közel kerülni a német páncélosokhoz. Beépített illetve az Ardennekhez hasonló terepen viszont közelebb lehetett férkőzni az ellenséges harckocsikhoz, ami egyértelműen kedvezett az M4-esnek. Összességében véve ez nem a típus hibája. Amikor a Sherman harckocsit tervezték még nem volt a Pantherhez és a Tiger I-hez hasonló német páncélos. Továbbá eredendően a gyalogság támogatására szánták a típust, melynek hatékony repeszgránátjának köszönhetően meg is felelt.
Mindazonáltal ez nem változtatott azon a tényen, hogy a Shermanre még a Panzer IV hosszú csövű páncéltörő löveggel felszerelt változatai is veszélyesek. Az amerikai mérnökök a Sherman 76 mm-es lövegre történő átfegyverzésével próbáltak enyhíteni a problémán. Az új ágyúnak köszönhetően az amerikai harckocsi, tűzerő terén nagyon hasonló teljesítményt nyújtott mint a németek 75 mm KwK 40 L/43 típusú harckocsi lövege. HVAP M93-as keményfémmagvas páncéltörő lőszerrel pedig felülmúlta azt. Utóbbi lőszer típus azonban csak kis mennyiségben került a szövetséges páncélos alakulatokhoz, ezért többnyire az M79, M62 és M61-es lőszertípusokat alkalmazták.

### Másodlagos fegyverzet
A Shermanhez két géppuska-típust rendszeresítettek. A kisebb kaliberű 7,7 mm-es Browning M1919 A4-es géppuskák közül egyet a toronyba, egyet – gömbcsuklós kivitelben – a törzs elejére szereltek, a Browning M2HB 12,7 mm-es nehézgéppuskát pedig a torony tetejéhez rögzítették. 7,7 mm-es lőszerből összesen 4750 darab míg a 12,7 mm-es géppuskához további 300 darab lőszert málháztak. Az M2HB vagy becenevén a "nagy ötvenes" igen hatékonynak bizonyult a gyalogság, könnyű páncélzattal ellátott harcjárművek valamint az alacsony magasságban szolgálatot teljesítő ellenséges vadászbombázók ellen.

## Harci alkalmazás
A harckocsitípust először a második világháború észak-afrikai hadszínterén vetették be, majd 1942-től a kelet-európai, csendes-óceáni, valamint a nyugat- és dél-európai hadszíntereken is megjelent. A háborút követően az amerikai és brit szövetségi rendszeren belül az első rendszeresítők továbbadták az újonnan függetlenné váló országok fegyveres erejének. Az utolsó példányok még az 1990-es évek első felében is hadrendben voltak, illetve éles harci bevetéseket is teljesítettek (pl. a délszláv konfliktusban M36B1-esek horvát részről).

### Második világháború

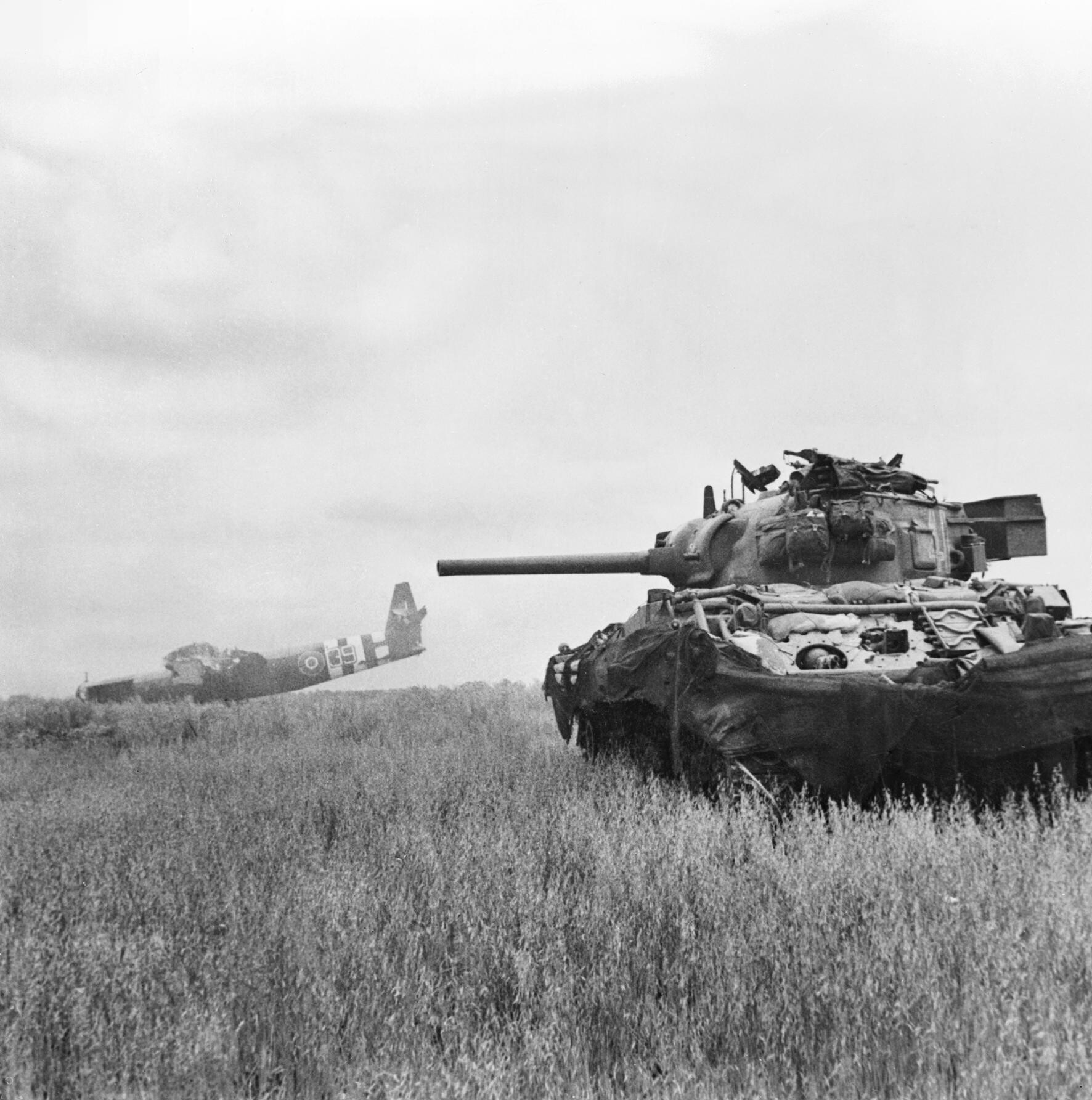
A 13/18. brit királyi huszárezred egyik Sherman DD-je (Duplex Drive) bevetésen Ranville-nél, a RAF egyik Horsa csapatszállító vitorlázógépe körzetében, 1944. június 10-én. A kétjáratú járművön jól megfigyelhető a felépítmény köré felszerelt vízálló ponyva, melyet a vízi átkelések során volt szükséges kifeszíteni. Az ezred később a ponyvák helyére homokzsákokat szerelt fel a járművek kumulatív lövedékek (pl. Panzerfaust) elleni védelmének növelése érdekében

#### Észak-afrikai hadszíntér
A Sherman harckocsikat először az el-alameini csatában vetették be, ahol a német Panzer III és Panzer IV méltó ellenfelének bizonyult. Ez az előny egészen addig tartott ki, amíg az M4-es nem találkozott a Tigris I-es harckocsival. A szidi bú zidi csata egyértelműen bebizonyította, hogy a Sherman tűzerő és páncélvédettség terén is komoly hátrányba került a német tankok következő generációját képviselő Tigris harckocsival szemben. A nyílt sivatagos terepen a Tigrisek – pontos és nagy hatótávolságú 8,8 cm-es lövegeikkel- még az előtt megsemmisítették a Sherman és M3 Lee harckocsikat, hogy azok lőtávolságon belül érhettek volna. Mindazonáltal a Sherman hatékonyabb toronyforgató mechanizmussal rendelkezett mint a legtöbb ellenséges páncélos, ami komoly előnyt jelentett a közelharcban. A rendszer lelke egy kéthengeres kiegészítő motor volt, ez közvetlenül az akkumulátorokat töltötte fel, így a főhajtómű használata nélkül, viszonylag csendben és árulkodó kipufogó füst nélkül lehetett körbeforgatni a lövegtornyot.
A harci tapasztalatok mindemellett azt is bebizonyították, hogy az M4-es találat esetén könnyen lángra kap. Egy brit statisztika szerint a kilőtt Shermanek 65-80%-a kigyulladt és kiégett (átlagosan 1.8 beütött találat után), azonban ez a statisztika közel megegyezett egyaránt korai és későbbi német harckocsikéval. A kezelőszemélyzet biztonságának javítása céljából a páncéltest elejére kiegészítő páncéllemezeket rögzítettek. Ezenfelül a törzs oldalára egy 25 mm-es páncéllemezt helyeztek, ami a lőszertároló jobb védelmét volt hivatott szolgálni. Bevezették az úgynevezett nedves lőszertárolót is- többek között erre utal a típus megnevezésben szereplő W betű is. Erre jó példa az M4A3(75)W harckocsi, melynek a lőszertárolója kettős fallal készült, ahol a két fal közötti üreget 38 gallon vízzel, korróziógátló eleggyel és fagyállóval töltöttek fel, 20% alá csökkentve a találat utáni tüzek esélyét. A módosításoknak köszönhetően sikerült javítani a személyzet túlélési esélyein.

#### Nyugat-európai hadszíntér

##### A brit Goodwood hadművelet
A Sherman harckocsik a Goodwood hadműveletből is kivették a részüket. A 800 szövetséges páncélos támadását, komoly légitámadás és tüzérségi előkészítés előzte meg. 1944. július 18-án pirkadatkor, a szövetséges légierő 1056 Halifax és Lancaster bombázója megkezdte a támadást, összesen közel 4800 tonna bombaterhet szórva a német állásokra. Reggel, 6:40-kor a tüzérség kb 20 perces össztüzet nyitott, ezt következően érkezett meg a második hullám. A B-26-os Marauderek további 563 tonna repeszhatású bombát szórtak a 16. Luftwaffe hadosztály feltételezett állásaira, ezzel egyidőben a szövetséges vadászbombázók is megkezdték a megerődített német állások és a tüzérség pusztítását. Végül a bombázás harmadik hullámában az amerikai nehézbombázók 1340 tonna bombát dobtak le.
A bombázás olyan erős volt hogy egy 56 tonnás Tigris harckocsi szó szerint a levegőbe repült és lövegtoronnyal lefelé ért földet. A 22. páncélosezred és a III/503. nehézpáncélos-zászlóalj gyakorlatilag harcképtelenné vált. A szövetséges légierő erős támadása ellenére, a németek meg tudták védeni a 112-es magaslatot és a brit, kanadai alakulatok komoly veszteségeket szenvedtek. Az akcióban összesen 400 szövetséges harckocsi semmisült meg továbbá 4000 katona megsebesült / meghalt vagy fogságba került. A német veszteségek is súlyosak voltak. Összesen 100 harckocsit és 2000 embert veszítettek.

##### Az 1944-es arracourti csata
Az ütközetben a 4. páncéloshadosztály 77 db M5 Stuart, 150 db M4 Sherman, 36 db M18 Hellcat páncélosa vett részt, velük szemben az 5. német páncélos hadsereg 75 db Panzer IV-est, 107 db Panzer V-öst és további 80 db páncélozott harcjárművet tudott kiállítani, köztük számos Stug III-as rohamlöveget is.
Bár a német harckocsik többsége tűzerő és páncélzat terén is felülmúlta a szövetséges tankokat, a magaslatokkal tarkított táj és a szeptemberi esős ködös idő lehetőséget adott az amerikai harckocsizók számára, hogy viszonylag közel lopózzanak és a dombok által nyújtott fedezéket kihasználva oldalba tudták támadni az ellenséget. A terep adottságait valamint a német páncélosok szervezetlenségét kihasználva, a Sherman harckocsik előnyös tüzelési pozíciókat tudtak felvenni, ahonnan lesből támadva az ellenséges tankok sebezhetőbb oldalpáncéljára lőttek majd pozíciót váltottak. Ennek köszönhetően csak a célbeméréstől a célzott lövés leadásáig voltak kitéve az ellenség tüzének, illetve magaslat a harckocsi páncéltestének alsó profilját is részben leárnyékolta.
A tizenegy napig dúló ütközetet végül a szövetségesek nyerték meg 39 harckocsi és páncélvadász elvesztése árán. A német veszteségek ennél jóval magasabbak voltak. Összesen 86 páncélost vesztettek további 114 megsérült vagy meghibásodott.

#### A kelet-európai hadszíntér
Az amerikaiak szovjet szövetségese a kölcsönbérleti szerződés keretében több ezer M4A2 és M4A2E8 harckocsiváltozatot vett át, melyeket a keleti fronton vetettek be. Az egyik ilyen alakulat a még 1945 tavaszán is aktív 1. gépesített hadtest, Szemjon Mojszejevics Krivosein parancsnoksága alatt. Ez a hadtest volt az 1. belarusz front egyetlen, csak M4 Shermannel felszerelt alakulata.

#### Csendes-óceáni hadszíntér
A Csendes-óceáni hadműveletekben viszonylag kevés harckocsi vett részt. Ennek több oka is volt. Egyrészt a japán hadsereg mindössze két páncélos hadosztályt vetett be a háború alatt, ráadásul ezek többsége is a Type 95 Ha-Gó-hoz hasonló könnyű és közepes harckocsi volt, amely messze elmaradt a Sherman harckocsi tűzerejétől és páncélvédettségétől. Másfelől viszont a harcokban érintett szigetek többségét sűrű dzsungel borította ami nem volt megfelelő terep a páncélos hadviseléshez. Ezért előnyös volt a könnyű harckocsik használata, mivel ezeket könnyebb volt üzemeltetni, szállítani és manőverezni az adott terepkörülmények között, emellett kisebb logisztikai támogatást igényeltek amit a viszonylag alacsony benzinfogyasztás is indokolt.

### Ázsiai konfliktusok

#### Az 1947-es indiai–pakisztáni háború
A mai India és Pakisztán területe Brit India részeként a brit gyarmatbirodalom fennhatósága alá tartozott, egészen 1947 augusztusáig. A függetlenségért a Muzulmán Liga – amely elsősorban a muszlim hívők olvasztó tégelye volt – és az Indiai Nemzeti Kongresszus hindu felekezethez tartozó hívei harcoltak. A két csoport között erős vallási különbségek sokszor atrocitások és mészárlások formájában is megnyilvánultak. Mindemellett a két tábor programja eltérő volt. A kongresszusnak nem állt érdekében Brit India felosztása míg a Muzulmán liga független államot akart létrehozni. A válságot a britek a Mountbatten-tervvel kívánták megoldani. Mivel a hinduk és a muzulmánok között viszony békés rendezésére nem volt remény, ezért úgy döntöttek, hogy Brit Indiát két részre osztják: egy főként muszlimok lakta Pakisztánra illetve a többségben hindu közösség által benépesített Indiára.
Ez a döntés azonban felháborította az indiaiakat és az ország kettészakadásáért Pakisztánt tették felelőssé, ráadásul a Mountbatten-terv a különböző etnikai csoportok érdekeit sem vette figyelembe. A háború végül területi vita miatt robbant ki, a szemben álló két ország ugyanis nem tudott megegyezni Kasmír hovatartozásáról. A harcokat befolyásolta az a tény is hogy Brit India hadseregének és hadfelszerelésének felosztásánál Pakisztán például egyáltalán nem jutott harckocsikhoz, míg India igen. Az indiai haderő összesen 249 páncélossal rendelkezett, ezek közül 118 volt Sherman harckocsi, amelyek a 7. lovasezrednél teljesítettek szolgálatot és hozzájárultak számos ütközet sikeres megvívásához.

#### Az 1965-ös indiai–pakisztáni háború
1954-ben Pakisztán katonai szerződést írt alá az Egyesült államokkal. Az egyezmény értelmében az USA komoly, 650 millió dollár értékű hadászati segélyt nyújtott az országnak. A segítség a pakisztáni páncéloserőket is komolyan érintette: 230 db M47, 202 db M48, 150 db M24 Chaffee, 200 db M4 Sherman, 10-20 db M36 Jackson páncélvadász. Mindemellett az Indiai haderő is komoly mennyiségű páncélossal rendelkezett. Összesen 720 db páncélos állt készen a közelgő ütközetre ezek közül kb. 368 volt M4-es.
A Sherman harckocsik részt vettek az Asal Uttar-i páncélosütközetben ahol a 3. és 8. lovasezred Centurion és AMX–13 páncélosaival kiegészülve próbálták megállítani a pakisztáni 6. páncélosezredhez tartozó M47, M48 és M24-es harckocsikat. Az indiai védők a terep adottságait is felhasználva végül sikeresen megállították az ellenség támadását. Indiai adatok szerint az ütközetben 97 pakisztáni harckocsit semmisítettek meg, míg ők maguk 32 páncélost vesztettek.

## Összegzés
A Sherman kiváló alapkonstrukciónak bizonyult. Sokoldalúságának köszönhetően különböző változatai gyakorlatilag minden fontosabb harcászati feladatkört be tudtak tölteni. Könnyű és olcsó volt előállítani illetve üzemeltetni, a páncélzat–tűzerő–mozgékonyság kategóriákban – akárcsak Párduc és T-34-es harckocsi esetében – ezzel a típussal sikerült megtalálni a egyensúlyt. A konstrukció legnagyobb hiánya a gyenge páncélvédettségben keresendő, részben ezzel indokolhatók a második világháborúban bekövetkezett súlyos veszteségek. Becslések szerint a brit, kanadai és amerikai páncéloserők nagyjából 7000 Sherman harckocsit veszítettek, ám ezt a rendelkezésre álló hatalmas mennyiség miatt könnyedén pótolni tudták a szövetségesek.
Egyedül az M4 Sherman harckocsiból több példány készült, mint az összes német páncélosból együttvéve.

## Galéria

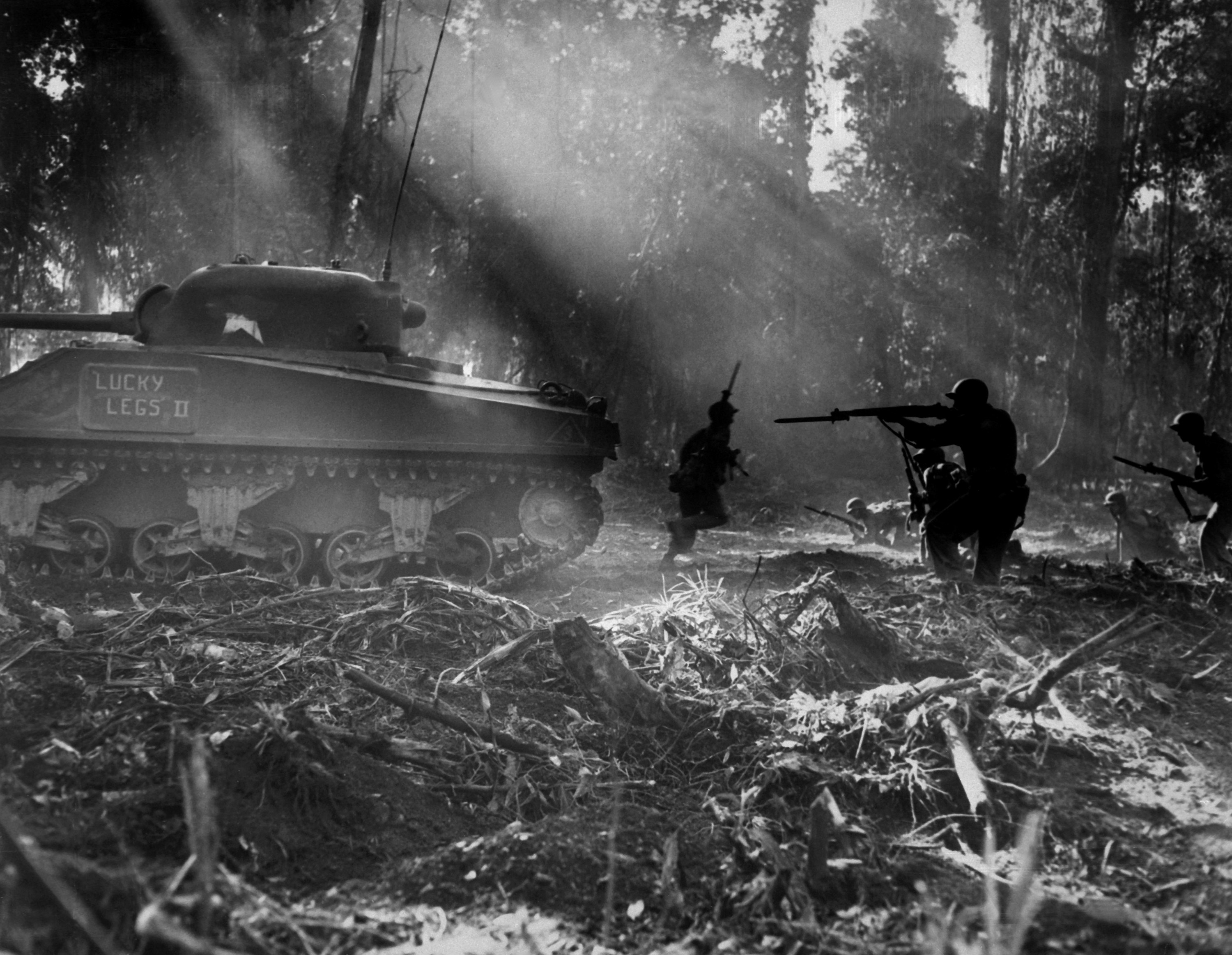
Amerikai katonák egy M4 Sherman harckocsi fedezete alatt nyomulnak előre Bougainvilleben, a Salamon-szigeteken
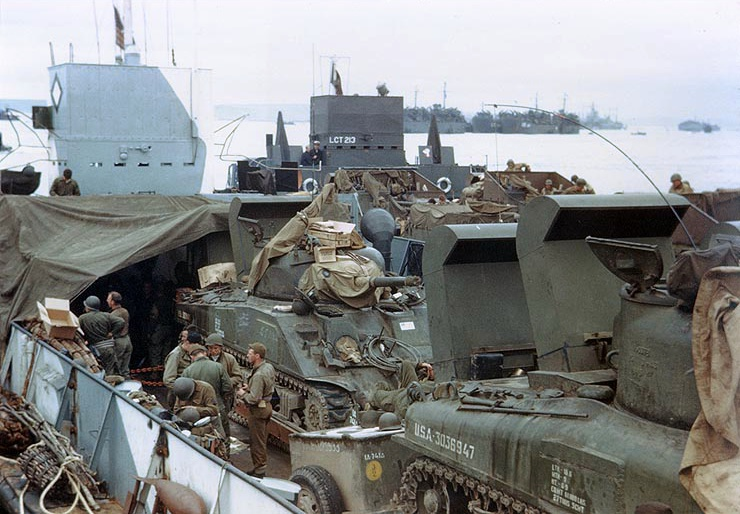
Normandiai partraszállásra felkészített LCT, Sherman harckocsikkal a fedélzetén. Látható a harckocsik speciális, megnövelt méretű légbeömlő nyílása amely megakadályozta, hogy víz jusson a motortérbe
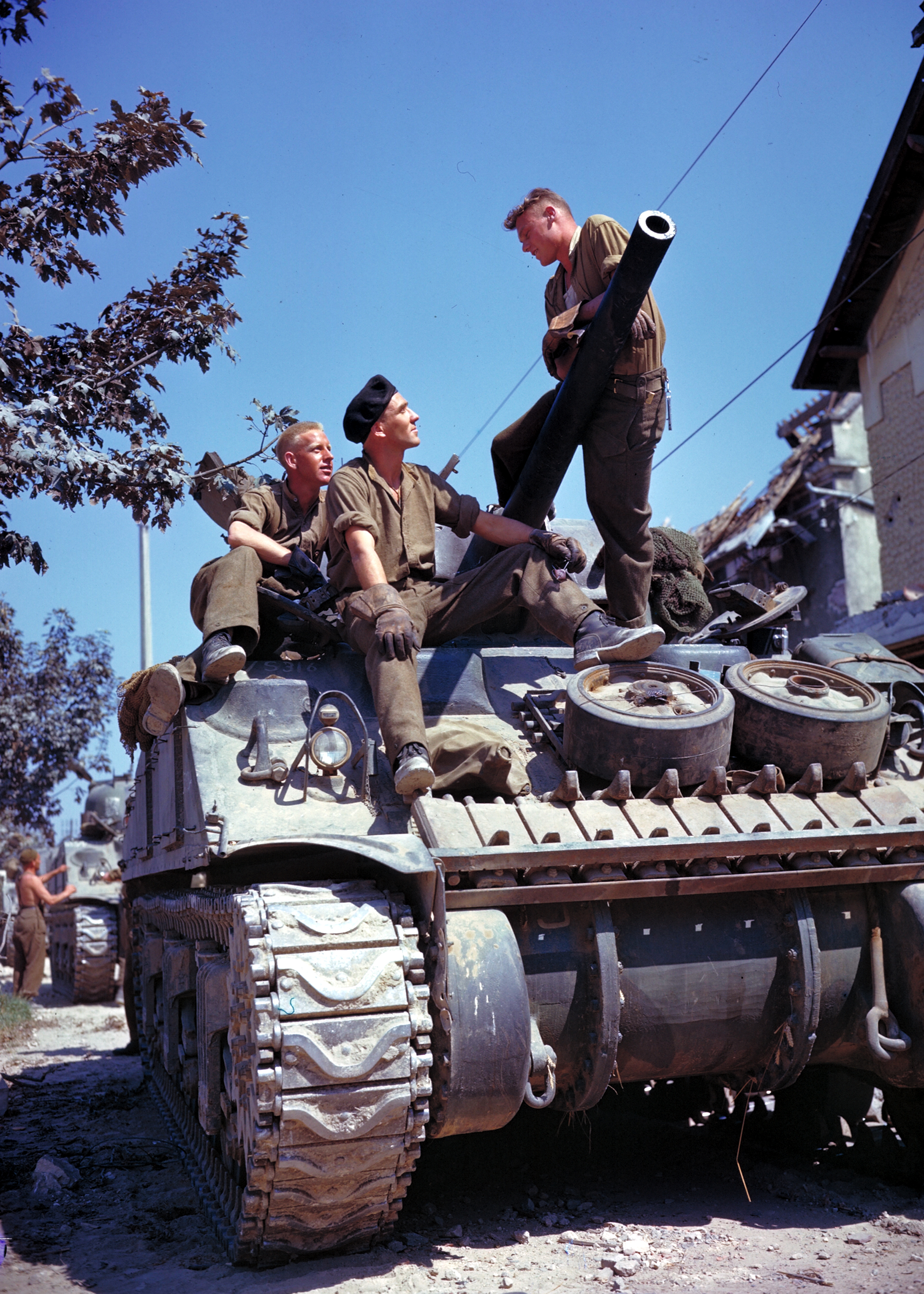
Kanadai harckocsizók szabadidejüket töltik, munkaeszközük tetején
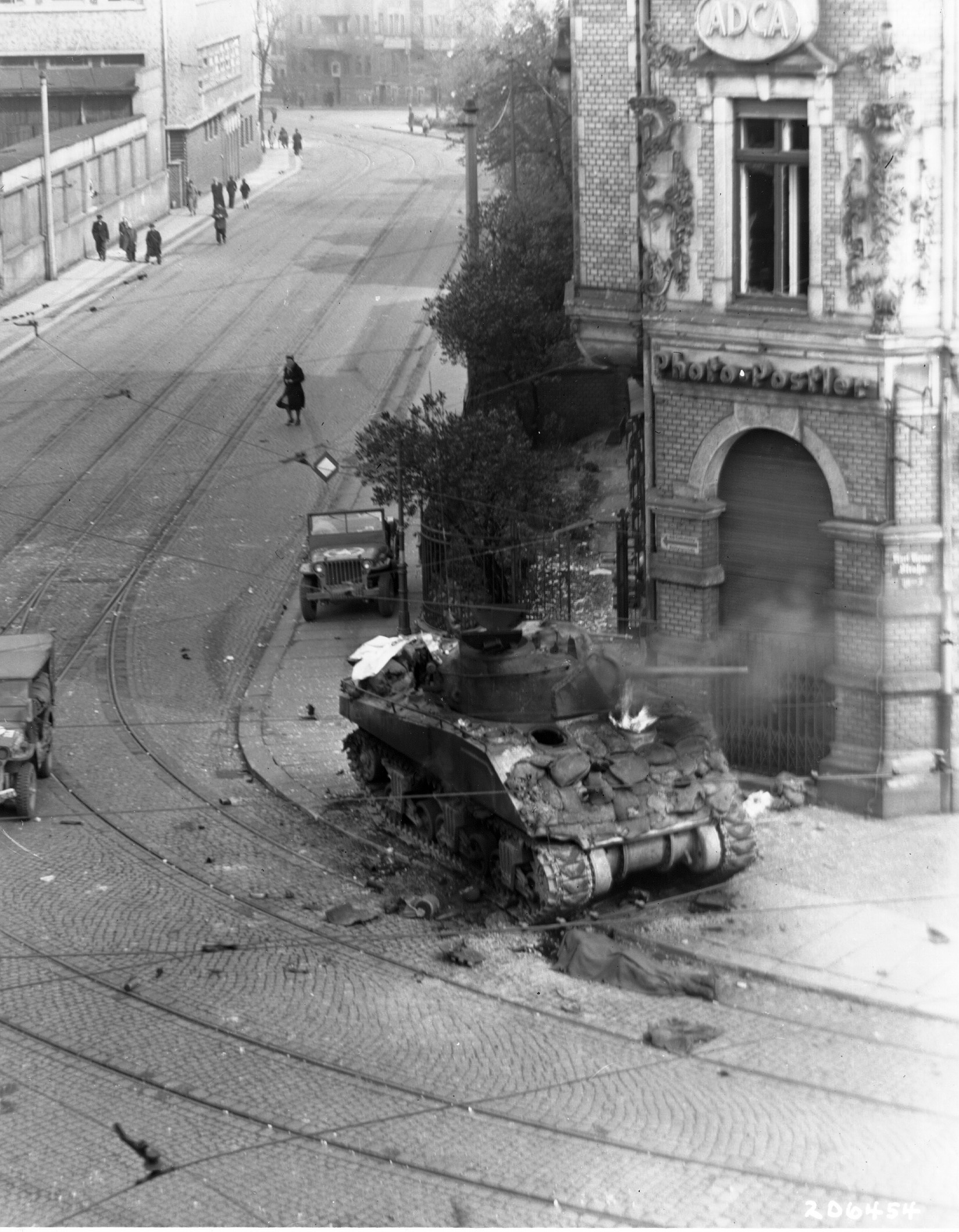
Kilőtt Sherman harckocsi Lipcsében, 1945. április 18-án
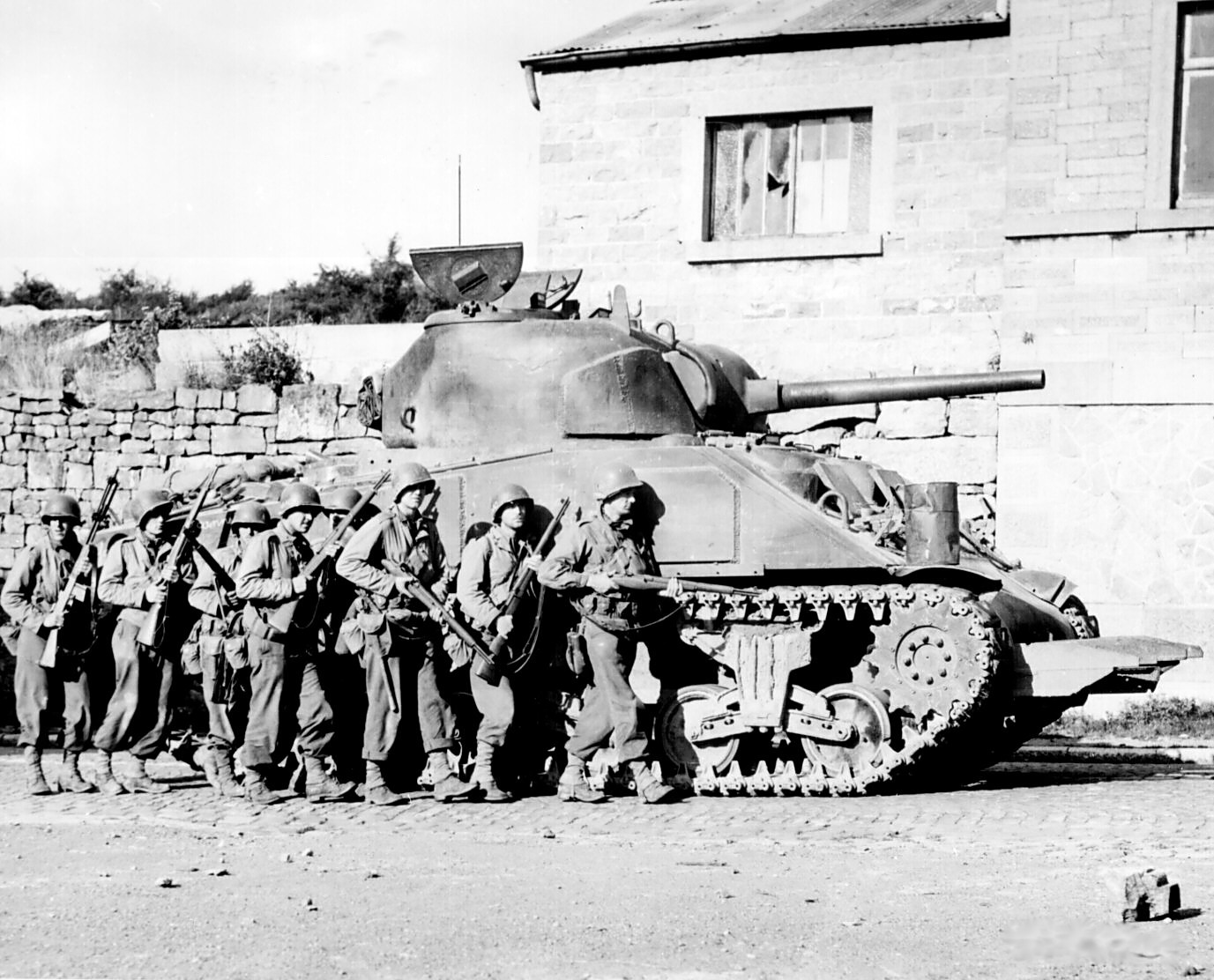
Sherman harckocsi gyalogsági támogatással nyomul előre egy belgiumi utcán. Jól megfigyelhető a lövegtoronyra illetve a törzs oldalára hegesztett kiegészítő páncélzat
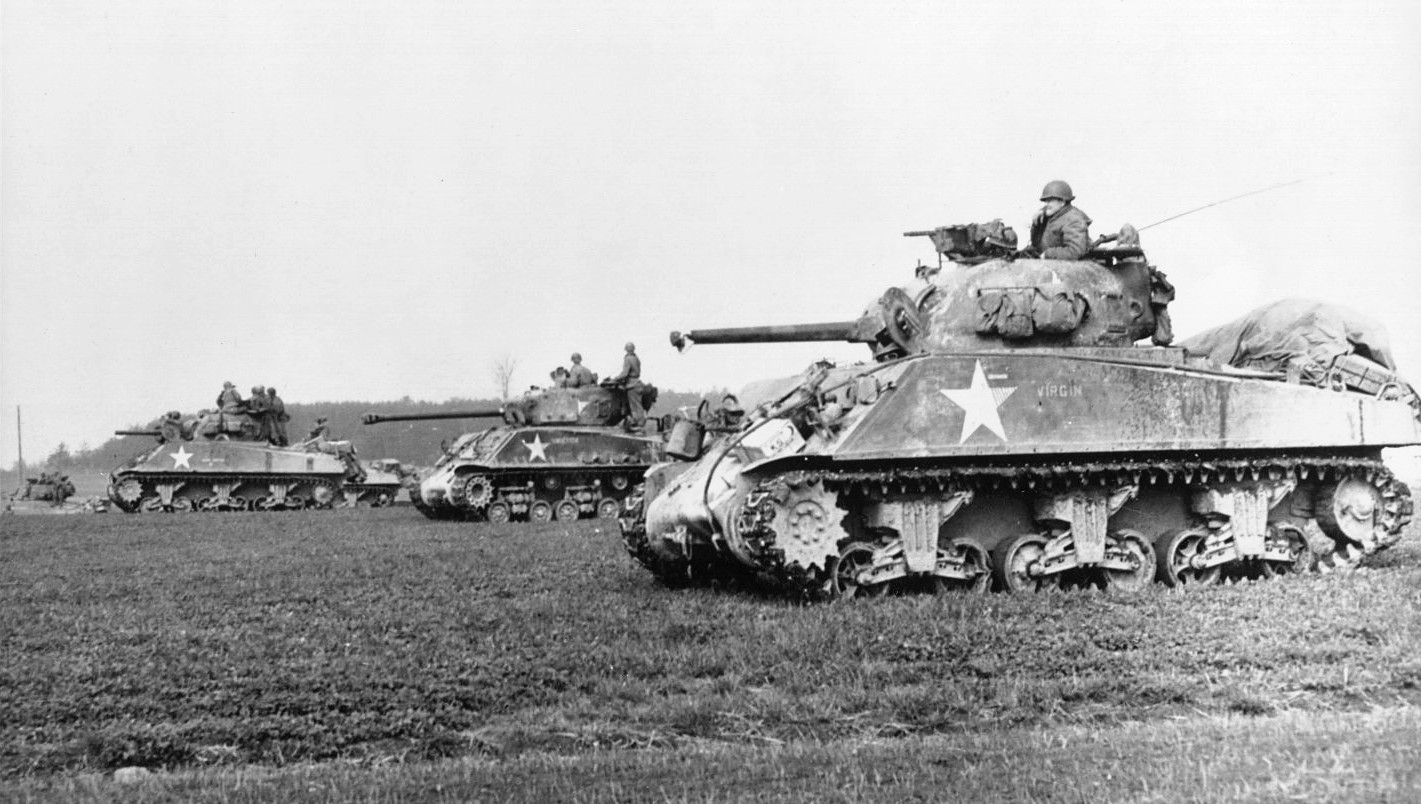
M4 Sherman harckocsik az európai hadszíntéren
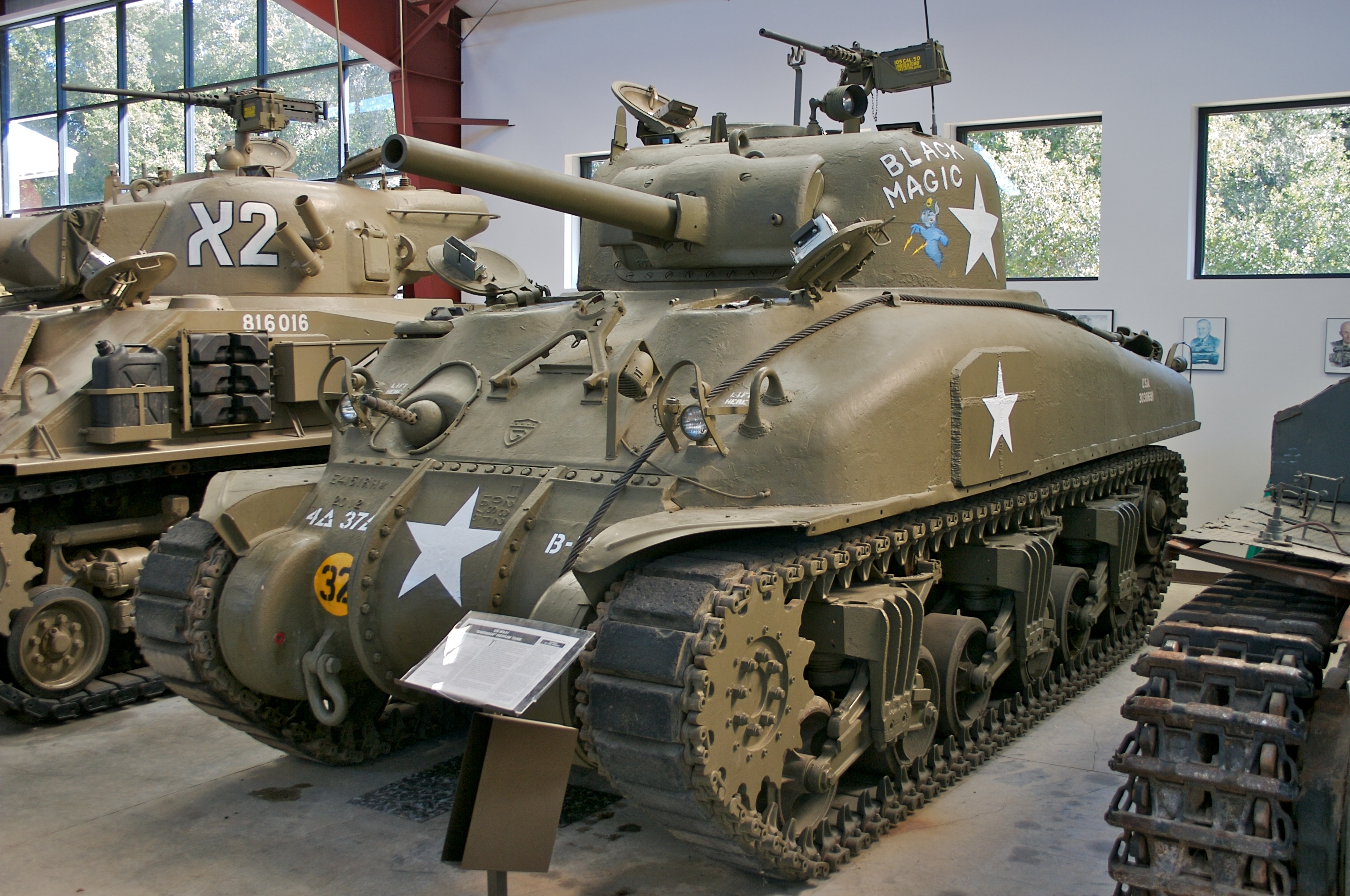
Sherman múzeumban
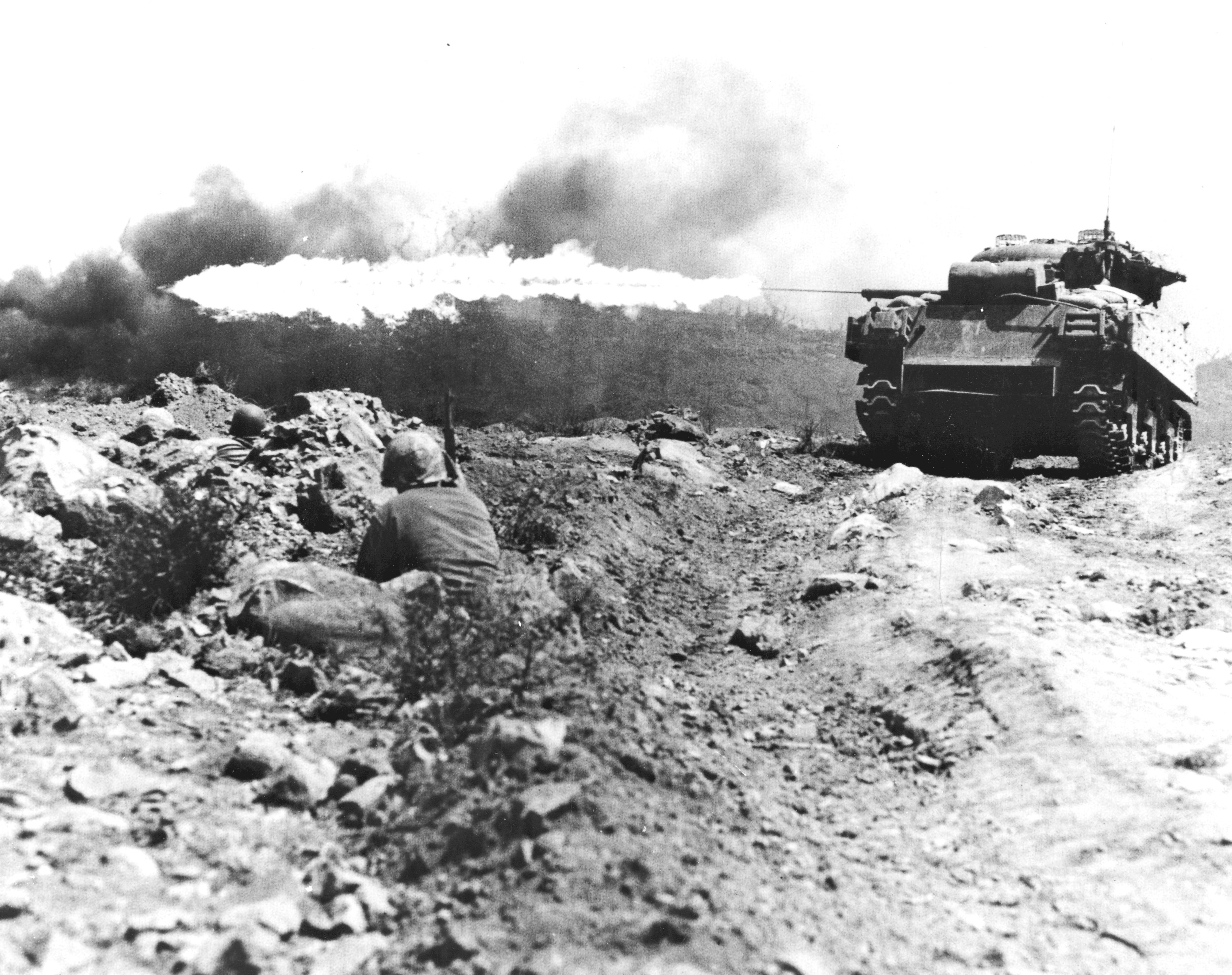
„Ronson tüzes vas” Ivodzsimán. Az eredeti képcím Ronson flame tank Iwo Jima, a Ronson egy öngyújtómárka.

## Rendszeresítő államok
- Argentína (+12 darab készült az általa inspirált Nahuel DL–43-ból)
- Ausztrália
- Brazília
- Chile
- Dánia
- Dél-Afrika
- Dél-Korea
- Egyiptom
- Franciaország
- Harmadik Birodalom
- Hollandia
- India
- Irán
- Izrael
- Japán
- Jugoszlávia
- Kanada
- Kínai Köztársaság
- Kuba
- Lengyelország
- Libanon
- Nagy-Britannia
- Nicaragua
- Paraguay
- Peru
- Portugália
- Szovjetunió
- Törökország